# John Neville (General)
John Neville (26 de julho de 1731 - 29 de julho de 1803) foi um oficial militar estadunidense, especulador de terras e oficial local que serviu na Guerra Franco-Indígena, na Guerra de Lord Dunmore e na Guerra Revolucionária Americana. Como um dos primeiros coletores de impostos federais, ele se tornou uma figura central na Rebelião do Whisky.